# Ulrike Hessler

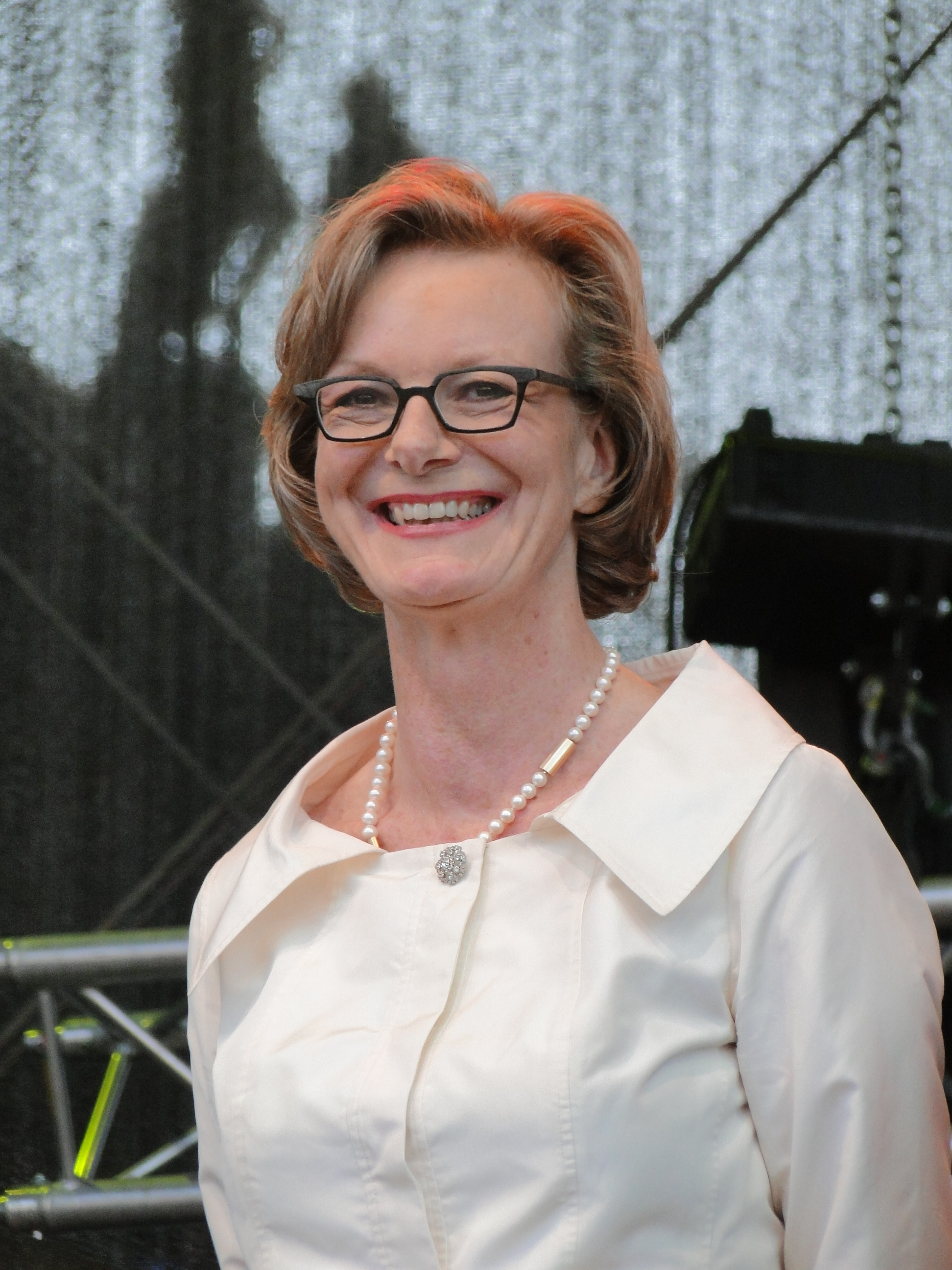
Ulrike Hessler (2010)

Ulrike Hessler, verh. Hessler-Meurer, (* 7. Februar 1955 in Kassel; † 30. Juli 2012 in München) war eine deutsche Autorin, Journalistin und Theatermanagerin. Sie war von 2006 bis 2010 Interimsleiterin der Bayerischen Staatsoper, anschließend bis zu ihrem Tod Intendantin der Sächsischen Staatsoper Dresden.

## Leben
Ulrike Hessler studierte nach dem Abitur Germanistik, Romanistik (Französisch, Spanisch und Italienisch) und Neuere Geschichte an der Ludwig-Maximilians-Universität in München. Nach dem Staatsexamen war sie als wissenschaftliche Mitarbeiterin am Lehrstuhl für Didaktik der Deutschen Sprache und Literatur an der Katholischen Universität Eichstätt tätig. Ihr Arbeitsschwerpunkt war dabei das Forschungsprojekt „Theatre and Drama in Education“. Im Jahr 1984 wurde sie an der Ludwig-Maximilians-Universität München zur Dr. phil. promoviert: Ihre Arbeit bei Doktorvater Wolfgang Frühwald trug den Titel Bernard von Brentano – Ein deutscher Schriftsteller ohne Deutschland. Tendenzen des Romans zwischen Weimarer Republik und Exil. Daneben arbeitete Hessler als freie Mitarbeiterin des Bayerischen Rundfunks. Die von ihr mitbearbeiteten Sendungen der Redaktion über Kulturkritik, Ernste Musik und Unterhaltungsmusik wurden auch ausgestrahlt im Senders Freies Berlin. Zudem schrieb sie als freie Journalistin für Magazine wie Vogue und Männer-Vogue.

### Bayerische Staatsoper
Mit Beginn der Spielzeit 1984/85 wurde sie nach Volontariaten in der Dramaturgie, Assistentin des Pressesprechers und Leiterin des Pressebüros an der Bayerischen Staatsoper. Ab 1988 war sie Pressesprecherin und Leiterin des Bereichs Presse und Öffentlichkeitsarbeit unter Staatsoperndirektor Wolfgang Sawallisch. Als solche übernahm sie  übergreifende organisatorische Aufgaben zur Vorbereitung und Durchführung zweier Japan-Gesamtgastspiele 1988 und 1992. 
Mit Beginn der Spielzeit 1993/94 wurde sie Leiterin der erweiterten Public Relations Abteilung der Bayerischen Staatsoper unter Staatsintendant Sir Peter Jonas. In dieser Eigenschaft war sie Teil des Direktorium der Staatsoper und hatte hinsichtlich der medialen Entwicklung ein künstlerisches Mitspracherecht. In dieser Zeit erarbeitete sie ein umfassendes Marketing- und PR-Konzept und baute den Bereich Touristik-Marketing aus. Im Pressewesen richtete sie ab 1993 gemeinsam mit Redaktion:Kultur aktuell des Bayerischen Rundfunks, die Diskussionsreihe „Kultur live aus der Bayerischen Staatsoper“ aus. Bis 2003 wurden rund 50 Veranstaltungen gesendet. Seit 1997 hatte sie im Rahmen der Münchner Opern-Festspiele die Konzeption und Organisation der PR-Veranstaltung „Oper für alle“ inne; ab 1998 war sie für die  Programmekonzeption und Organisation der Münchner Opern-Festspiele zuständig, die Cornel Franz von 1996 bis 2006 leitete. 
Im Jahr 1997 bewarb sie sich um das Amt des Kulturreferenten der Landeshauptstadt München. Sie unterlag jedoch mit einer Stimme Julian Nida-Rümelin. 
Mit Beginn der Spielzeit 2001/2002 wurde sie Direktorin für Public Relations und Programmekonzeption an der Bayerischen Staatsoper. In diesem Amt war sie bis 2008 tätig und publizierte in ihrem Aufgabenbereich mehrere Veröffentlichungen über die Münchner Staatsoper. Im Jahr 2003 wurde sie als Initiatorin und Projektleiterin beauftragt mit dem Bayerischen Staatsministerium für Wissenschaft, Forschung und Kunst die Veranstaltungsreihe „Macht der Gefühle. 350 Jahre Oper in München“ durchzuführen unter Beteiligung mit folgenden staatlichen Institutionen: Haus der Kunst, Deutsches Theatermuseum, Ludwig-Maximilians-Universität, Architektursammlung in der Pinakothek der Moderne, Staatstheater am Gärtnerplatz, Bayerische Verwaltung der staatlichen Schlösser, Gärten und Seen, Münchner Stadtmuseum und Bayerische Staatsoper.
Ab 2006 wurde sie Mitglied der dreiköpfigen, ab Januar 2008 der zweiköpfigen Interimsdirektion der Bayerischen Staatsoper. In dieser Eigenschaft übernahm sie anteilig die Intendanten-Funktion mit sämtlichen operativen Leitungsaufgaben einschließlich der internen Führung und Steuerung des Betriebes. 

### Staatsoper Dresden
Im Jahr 2010 wurde sie zur Intendantin der Semperoper Dresden berufen und setzte sich für die Verpflichtung von Christian Thielemann als Chefdirigenten der Sächsischen Staatskapelle ein. 

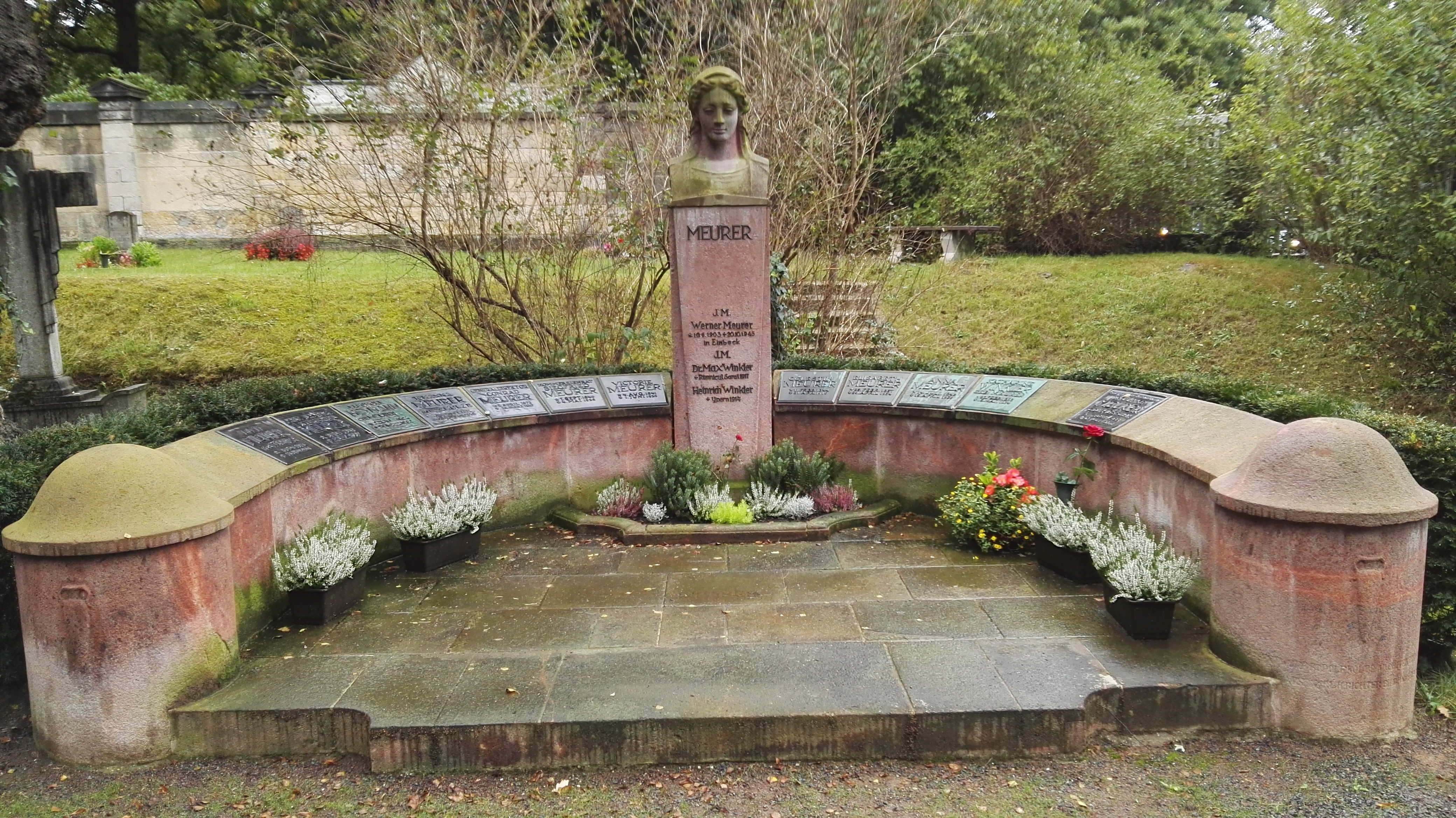
Grabstätte

Am 30. Juli 2012 verstarb Ulrike Hessler überraschend nach kurzer, schwerer Krankheit in München im Alter von 57 Jahren. Sie wurde auf dem Urnenhain Tolkewitz im Familiengrab Meurer beigesetzt. Die Geschäfte der Intendanz übernahm Wolfgang Rothe, der kaufmännische Geschäftsführer der Semperoper. 

### Nebenberufliche Tätigkeiten
- 1990: Mitglied des Kuratoriums „Finnland in München“. Ausstellungen, Musik-, Film- und Literaturveranstaltungen an staatlichen und städtischen Institutionen in Zusammenarbeit mit dem finnischen Außenministerium
- 1992: Konzeption, Organisation und Durchführung von „Japan in München“ – im Zusammenhang mit dem dritten Gastspiel der Bayerischen Staatsoper in Japan wurde in München in vier repräsentativen Ausstellungen der Einfluss der japanischen Kunst auf die europäische Kunst des 19. und 20. Jahrhunderts gezeigt.
- 2002: Gastdozentin an der Staatlichen Hochschule für Musik und Bildende Künste (Gedai), Tokyo
- 2003: Berufung ins Kuratorium der Kulturstiftung der Stadtsparkasse München
- 2004: Berufung in den künstlerischen Beirat der Kaske-Stiftung (Vorsitz: Wolfgang Sawallisch)
- 2007: Gastdozentin an der Showa University of Music, Tokyo

### Privates
Hessler war mit Michael Meurer, dem ehemaligen Direktor der Klinik für Dermatologie am Universitätsklinikum Carl Gustav Carus Dresden, verheiratet.

## Ehrenämter
- 1988: Mitbegründerin und seither Mitglied des Bayerischen Förderkreises der Freunde der Universität Tel Aviv. In dieser Eigenschaft Konzeption, Organisation und Durchführung zahlreicher Benefizveranstaltungen in München zur Errichtung eines  Bayerischen Stiftungslehrstuhls für Gast-Professoren (eingeweiht 1991) und zur Errichtung eines Fonds zur Antisemitismusforschung an der Universität Tel Aviv
- Ab 1990: Overseas Member of the Board of Governors der Tel Aviv University (1993, 1996, 1999, 2002, 2005 und 2008 für jeweils drei Jahre wiedergewählt)
- 1990 bis zur Auflösung des Vereins 1997: Vorstandsmitglied des Fördervereins Freunde der Polnischen Kammerphilharmonie e. V.
- 1990: Mitglied im Kuratorium „Wartburgfest“ – Deutsch-deutsches Jugend- und Studententreffen und Treffen der Hochschullehrer in Eisenach. Seither korrespondierendes Mitglied des Collegium Euraopaeum Jenense
- Ab 1991: Vorstandsmitglied der Jean Sibelius-Gesellschaft Deutschland e. V.
- Ab 1992: Vorstandsmitglied von Yehudi Menuhin Live Music Now München e. V.
- Ab 1999: Vorstandsmitglied der Richard-Strauss-Gesellschaft München e. V.
- Ab 2003: Mitglied im Kuratorium der Kulturstiftung der Stadtsparkasse München, im künstlerischen Beirat der Kaske-Stiftung und des Europäischen Forums Alpbach

## Auszeichnungen
- 2009: Verleihung der Auszeichnung Pro meritis scientiae et litterarum vom Freistaat Bayern für Verdienste in Wissenschaft und Kunst

## Buchpublikationen (Auswahl)
- Bernard von Brentano. Ein deutscher Schriftsteller ohne Deutschland. Tendenzen des Romans zwischen Weimarer Republik und Exil. Frankfurt, Bern, New York, Nancy 1984
- Bernard von Brentano. Ein deutscher Schriftsteller ohne Deutschland. In: Bernd Heidenreich (Hrsg.): Geist und Macht. Die Brentanos. Wiesbaden 2000
- Kraftwerk der Leidenschaft. Die Bayerische Staatsoper. München, London, New York 2001, ISBN 3-7913-2628-7
- Macht der Gefühle. 350 Jahre Oper in München. Berlin 2003, ISBN 3-89487-455-4
- Wenn Musik der Liebe Nahrung ist, spielt weiter. München 2006, ISBN 3-8296-0232-4